# Mapa de Hereford
El mapa de Hereford és un mapamundi, d'una forma derivada del mapa T-O. Dibuixat en un sol full de vitela, mesura 158 x 133 cm, i és el mapa medieval més gran conegut fins ara que es conservi íntegrament. Va ser pintat entre 1276 i 1284 a Anglaterra per Richard de Haldingham i reprodueix el món conegut en aquell moment, basant la seva representació en nocions històriques, bíbliques, clàssiques i mitològiques.

## Història
El mapa d'Hereford va estar exposat durant molts anys a la paret d'un passadís de la catedral de Hereford . Durant l' Interregne el mapa va quedar amagat sota el terra de l'altar votiu del bisbe Audley, on va romandre durant un temps. El 1855, el mapa va ser restaurat i transportat al Museu Britànic . Durant la Segona Guerra Mundial, el mappa mundi i altres manuscrits preciosos es van mantenir segurs i retornats el 1946. El 1988, a causa d'una crisi financera a la diòcesi d'Hereford es va proposar la venda del mapa. Després de moltes polèmiques, va ser possible conservar el mapa Hereford gràcies a grans donacions del National Heritage Memorial Fund, Paul Getty i visitants; i es va construir una nova biblioteca per allotjar el mapa, inaugurada l'any 1996. El mapa encara es conserva a la catedral de Hereford, Anglaterra.

## Característiques

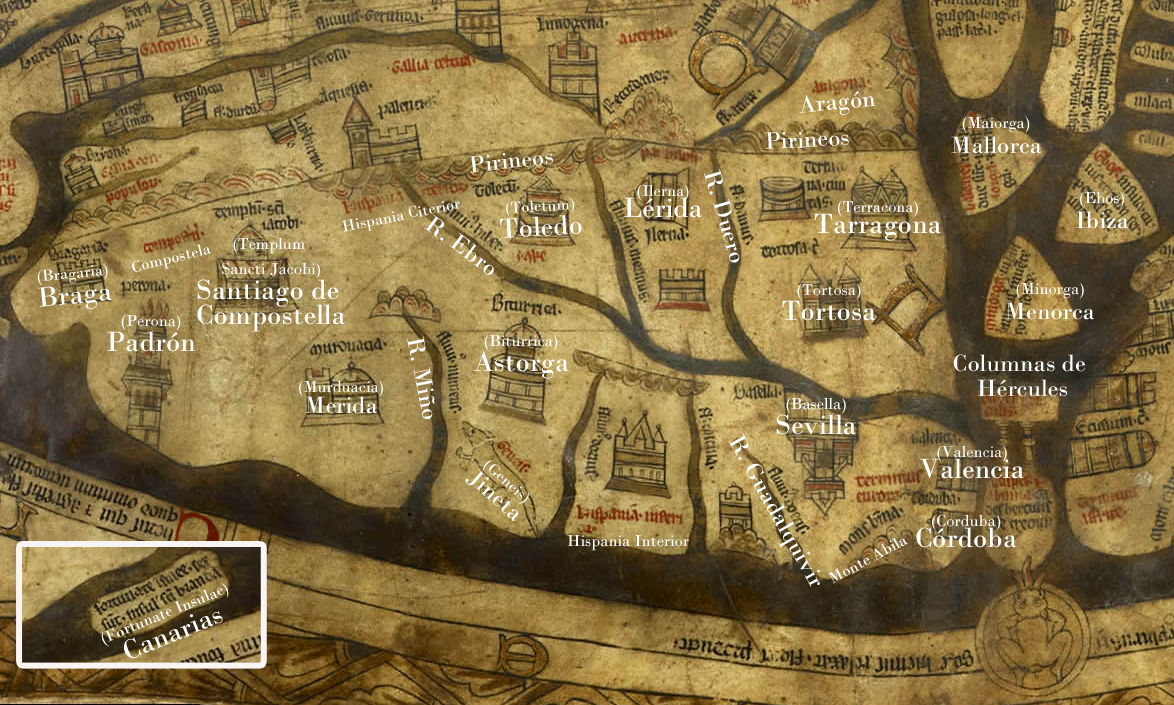
La península ibèrica, les Balears i les Canàries en el mapa Hereford.

El mapa està signat per "Richard de Haldingham i Lafford ", també conegut com a Richard de Bello. L'escriptura és en tinta negra, amb l'afegit de vermell i daurat; mentre que els mars i els rius són de color blau o verd (a excepció del mar Roig, de color vermell). Representa 420 ciutats, 15 esdeveniments bíblics, 33 animals i plantes, 32 persones i cinc escenes de la mitologia clàssica.
Jerusalem està dibuixada al centre del cercle. El mapa està orientat amb l'est a la part superior esquerra i els altres 3 punts cardinals modificats, fins al punt que l'oest està en oposició al sud. Els rastres de la modificació són evidents per l'eliminació de la pintura de fons fosc i l'addició d'una font negra del mateix disseny que els escrits d'Àfrica i Europa, en lloc dels caràcters clars originals. Aquesta falsificació fa que els noms d'Àfrica i Europa s'inverteixin: Europa es coneix en vermell i or com "Àfrica", i viceversa. El mapa es basa en fonts tradicionals i mapes anteriors, com el fet pel Beatus de Liébana, i és molt semblant al mapa d'Ebstorf, al mapa del món del Salteri i al mapa de Sawley (conegut des de fa temps, erròniament, com el "mapa". d'Enric de Magúncia"); per tant no reflecteix els coneixements geogràfics del segle XIII . Per exemple, el mar Caspi es representa com un golf de l'oceà que envolta el món, tot i que Guillem de Rubruck va informar el 1255 que està totalment envoltat per terra.
El mapa està dividit en continents pel mar Mediterrani i els rius Don i Nil .
És el primer mapa que esmenta les Illes Fèroe .